# Bélabo
Bélabo est une commune du Cameroun située dans la région de l'Est et le département de Lom-et-Djérem.

## Population
Lors du recensement de 2005, la commune comptait 30 953 habitants, dont 15 616 pour Bélabo Ville.

## Structure administrative de la commune
Outre Bélabo proprement dit, la commune comprend les localités suivantes :
- Adiah
- Belabo Village
- Biombé
- Bombi
- Cambocassi
- Deng-Deng
- Dibam
- Dimong
- Djangane
- Dondi
- Ebaka
- Ekak
- Ekombitie
- Essamiem
- Essandjane
- Esselegue
- Gbadanga
- Goyoum
- Haman
- Hona
- Kalbé
- Kano
- Koundi
- Kpamgbara
- Lom II
- Lom Et Pangar
- Londia
- Mambaya
- Mansa
- Mbaki
- Mbambassi
- Mbambo
- Mbea
- Mbethen
- Ndemba I
- Ndemba II
- Ndoumba-Kanga
- Ndoumba-Olinga
- Ouami
- Pouthey
- Sakoudi
- Satando
- Tikondi
- Viali
- Woutchaba
- Yambeng
- Yanda-Bobilis
- Yebi
- Yoa
- Yoko-Betougou

## Économie
Depuis 1969, Bélabo est surtout connu pour sa gare ferroviaire sur la ligne du Transcamerounais. C'est ici que sont chargées les grumes provenant de l'Est du Cameroun, de la RCA ou de la République du Congo et à destination du port de Douala.
On note également la présence du dépôt pétrolier qui approvisionne la zone Est du Cameroun et les pays voisins intérieurs que sont la RCA et le Tchad.
L'implantation à Bélabo depuis 2003 de la station de pompage no 3 chargée de réchauffer et de relancer le pétrole brut qui vient des puits de Komé au Tchad (station no 1) en passant par Dompla (station no 2) pour le port terminal de Kribi a contribué à booster l'activité économique de la localité.
Le paysage économique de Bélabo a vu se développer une exploitation forestière clandestine et anarchique depuis la fermeture de la SOFIBEL (Société Forestière et Industrielle de Bélabo) en 1995.
À la faveur du fleuve Sanaga (le plus important du pays) et de l'épaisse forêt équatoriale riche d'une faune diversifiée, les populations s'adonnent à la pêche et à la chasse, sans oublier l'agriculture qui est aussi très présente ici.